# Bregovo

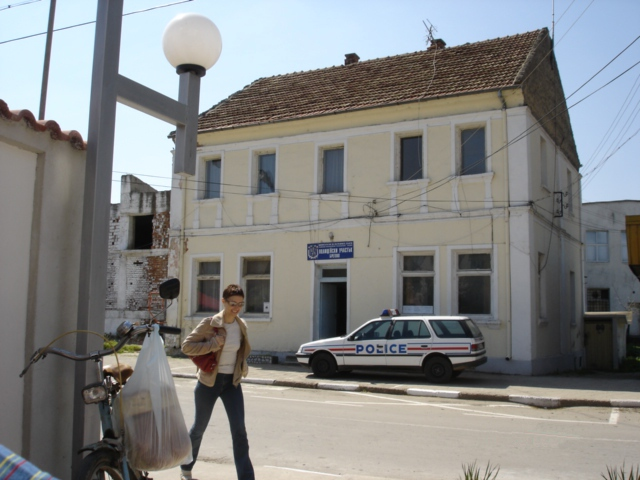
Secţia de poliţie din Bregovo

Bregovo (în bulgară Брегово, în română Bregova) este un oraș din nord-vestul Bulgariei, situat pe malul de est al Timocului. Este situat în Regiunea Vidin aproape de orașul Vidin și în apropiere de punctele de trecere a frontierei cu Serbia și România. Localitatea a fost locuită compact de românii din Timocul bulgăresc.
Numele orașului a fost atestat prima oară în scrierile otomane în 1560. Acesta este derivat din Breg, însemnând „mal” (în acest caz, malul Timocului), în timp ce-ovo este un sufix comun în limbile slave care indică numele unui loc. O școală laică a fost construită în 1864, un oficiu poștal a urmat în 1879 și o casă personalizată a apărut în Bregovo în 1895. Un centru de comunitate (chitalishte) a fost la rândul lui deschis pe 26 decembrie 1897.

## Demografie
Componența etnică a orașului Bregovo
     Bulgari (91,01%)
     Romi (4,94%)
     Nicio identificare (3,6%)
     Altele (0,79%)
La recensământul din 2011, populația orașului Bregovo era de 2.527 locuitori. Din punct de vedere etnic, majoritatea locuitorilor (91,01%) erau bulgari, cu o minoritate de romi (4,94%). Pentru 3,6% din locuitori nu este cunoscută apartenența etnică.